# Skala pH
Skala pH – ilościowa skala kwasowości i zasadowości
roztworów wodnych związków chemicznych.
Skala ta jest oparta na aktywności jonów wodorowych H+ w roztworach wodnych.
Formalnie pH definiuje się jako:
pH = –log10[a(H+)]
czyli minus logarytm dziesiętny aktywności jonów wodorowych a(H+).
Pojęcie pH wprowadził duński biochemik Søren Sørensen w 1909 r. Oryginalnie pH zostało zdefiniowane jako ujemny logarytm stężenia jonów wodorowych (H+).

## Pomiar pH
Ze względu na to, że aktywności jonów wodorowych nie można obliczyć bezpośrednio, powyższa definicja ma charakter formalny. Dla celów pomiarowych norma ISO i Unia Chemii Czystej i Stosowanej (IUPAC) definiują tę pH następująco:
Wartość pH roztworu X, w którym jest zanurzone standardowe ogniwo galwaniczne zdefiniowane przez IUPAC, i dla którego zmierzono wartość pierwszej siły elektromotorycznej EX, wynosi:
{\displaystyle {\text{pH(X)}}={\text{pH(S)}}+{\frac {(E_{\text{S}}-E_{\text{X}})F}{RT\ln 10}}}
gdzie
F – Stała Faradaya
R – uniwersalna stała gazowa
T – temperatura w skali Kelvina.
ES i pH(S) – odpowiednio siła elektromotoryczna ogniwa standardowego zanurzonego w roztworze wzorcowym (np.: w wodzie destylowanej) i pH tego roztworu w danej temperaturze podane w tabeli IUPAC.
Z definicji tej wynika, że pH roztworów jest jednostką bezwymiarową i ma charakter jedynie porównawczy, nie przekładający się bezpośrednio na stężenie czy aktywność jonów hydroniowych ani żadnych innych. Definicja ta jest np. wykorzystywana przy przygotowywaniu skal dla papierków uniwersalnych oraz pH-metrów.
W pewnym wąskim zakresie rozcieńczonych roztworów o stężeniach mniejszych niż 0,1 mol/dm³, których pH mieści się w zakresie od 2 do 12 można jednak przyjąć, że mierzone metodami galwanometrycznymi pH spełnia równanie:
{\displaystyle {\text{pH}}=-\log _{10}\left[{\frac {\gamma _{1}[{\text{H}}^{+}]}{{\text{1 mol L}}^{-1}}}\right]\pm 0,02}
gdzie [H+] odpowiada stężeniu jonów hydroniowych, a γ1 to współczynnik aktywności tych jonów, a zatem przynajmniej w tym wąskim zakresie pH definicja „szkolna” i „precyzyjna” są z sobą w zgodzie.

## Praktyczny sens skali pH
W chemicznie czystej wodzie cząsteczki (H2O) ulegają samorzutnej autodysocjacji, co prowadzi do powstawania jonów H3O+ i OH−:
2H2O ⇌ H3O+ + OH−
Reakcja ta jest odwracalna i ma równowagę przesuniętą silnie w lewo, czyli w stronę wody niezdysocjowanej. Stężenie jonów H3O+ w czystej wodzie w temp. 25 °C wynosi 10−7 mol/l, a jej pH = – log(10−7) = 7. Ponieważ w czystej wodzie stężenie jonów wodorowych i wodorotlenowych jest takie samo, woda (czysta) ma odczyn obojętny (pH wynosi 7). W roztworach o pH < 7 stężenie jonów wodorowych jest większe niż wodorotlenowych i roztwory takie mają odczyn kwasowy, natomiast w roztworach o pH > 7 większe jest stężenie jonów wodorotlenowych, więc roztwory takie mają odczyn zasadowy.
Rozpuszczenie w wodzie silnego kwasu (np. HCl) prowadzi do jego dysocjacji:
HCl + H2O ⇌ H3O+ + Cl−
Dla tak silnego kwasu jak HCl równowaga tej reakcji jest niemal całkowicie przesunięta w stronę prawą (a więc w stronę jonów H3O+ i Cl−) dlatego po dodaniu do wody takiej ilości HCl, aby w jednym litrze uzyskanego w ten sposób roztworu znajdował się 1 mol HCl otrzymuje się stężenie jonów H3O+ równe 1 mol/l, co jak łatwo policzyć daje pH = 0.
Z drugiej strony w roztworze, w którym znajduje się 1 mol NaOH w jednym litrze występuje stężenie jonów OH− równe 1 mol/l. Jony OH− przesuwają silnie równowagę reakcji dysocjacji wody powodując, że stężenie jonów H3O+ spada do poziomu 10−14 mol/l, a zatem do pH = 14. Wynika to stąd, iż stały musi pozostać iloczyn jonowy wody, czyli iloczyn stężeń jonów H3O+ i OH−, równy 10−14 (w 25 °C).

## Praktyczny zakres skali pH
Ze względu na to, że skala pH została zdefiniowana pierwotnie dla rozcieńczonych roztworów kwasów, zasad i soli jej zastosowanie poza zakresem od 0 do 14 jest rzadko spotykane i prowadzi do zaskakujących, sprzecznych z intuicją rezultatów. Wynika to z faktu, że w zakresie wyższych stężeń, odczyn roztworów nie jest już zupełnie logarytmiczną funkcją stężenia jonów hydroniowych, lecz raczej ich aktywności molowych. Na przykład roztwór kwasu siarkowego o stężeniu 7,622 mol/dm³ ma pH mierzone metodami galwanometrycznymi równe –3,13, co formalnie powinno odpowiadać hipotetycznemu stężeniu ok. 1348,96 mol/dm³. Takie niskie pH stężonych roztworów kwasu siarkowego wynika z faktu, że teoretycznie obliczony współczynnik aktywności jonów hydroniowych w takim roztworze przyjmuje bardzo wysoką wartość, rzędu 165.
W praktyce, przy wysokich stężeniach silnych kwasów i zasad ich reakcja z wodą traci na znaczeniu, a zyskuje autodysocjacja samych kwasów i zasad. Stała równowagi reakcji autodysocjacji kwasów i zasad jest zatem bardziej uniwersalną miarą ich mocy niż skala pH.
Z tych samych względów dla stężonych, wodnych układów kwasowo/zasadowych oraz dla roztworów kwasów i zasad w innych niż woda rozpuszczalnikach nie stosuje się skali pH, lecz minus logarytm ze stałej równowagi autodysocjacji kwasów i zasad, który jest oznaczany skrótami pKa i pKb. Związki chemiczne posiadające wyjątkowo małe pKa lub pKb są nazywane odpowiednio superkwasami i superzasadami.

## Oznaczanie kwasowości
Do określania pH używa się wskaźników kwasowości, czyli substancji, których kolor zależy od pH roztworu.
Do popularnych wskaźników należą:
- błękit tymolowy, błękit bromotymolowy,
- błękit metylenowy,
- czerwień metylowa,
- fenoloftaleina,
- lakmus,
- oranż metylowy.

W praktyce używa się zwykle papierków nasączonych mieszaniną substancji wskaźnikowych, które zmieniają kolor w szerokim zakresie pH. Chemiczne wskaźniki pH stosuje się także w miareczkowaniu do dokładnego określania stężenia roztworów związków chemicznych wykazujących odczyn kwasowy lub zasadowy.
W warunkach domowych jako wskaźniki można wykorzystać niektóre substancje pochodzenia roślinnego, np. wywar z liści czerwonej kapusty, sok z czarnego bzu lub herbatę (po dodaniu zasady – np. sody – ciemnieje, po dodaniu kwasu – np. soku cytrynowego – robi się jaśniejsza).
Dokładniejszych pomiarów pH dokonuje się metodą potencjometryczną, którą nazywa się pH-metrią. Wykorzystuje się w niej fakt, że zgodnie z teorią sformułowaną przez Nernsta, siła elektromotoryczna (SEM) ogniwa o identycznych elektrodach, lecz umieszczonych w roztworach o różnych stężeniach jonów hydroniowych, jest proporcjonalna do logarytmu stosunku tych stężeń. Tak więc zanurzając jedną elektrodę w roztworze o znanym pH, a drugą w próbce, można na podstawie pomiaru SEM tak utworzonego ogniwa dokładnie ustalić pH próbki. Najdokładniejsze pomiary pH dokonuje się metodą miareczkowania potencjometrycznego, w której zobojętnia się mierzoną próbkę dokładnie odmierzanymi ilościami kwasu lub zasady, aż do uzyskania SEM = 0 ogniwa pH-metrycznego.